# Oskaras
Oskaras ist ein litauischer männlicher Vorname, abgeleitet von Oskar.

## Personen
- Oskaras Jusys (*  1954), Diplomat und Verwaltungsjurist, Völkerrechtler,  ehemaliger stellvertretender Außenminister Litauens
- Oskaras Koršunovas (* 1969), Theater-Regisseur